# Lao Airlines

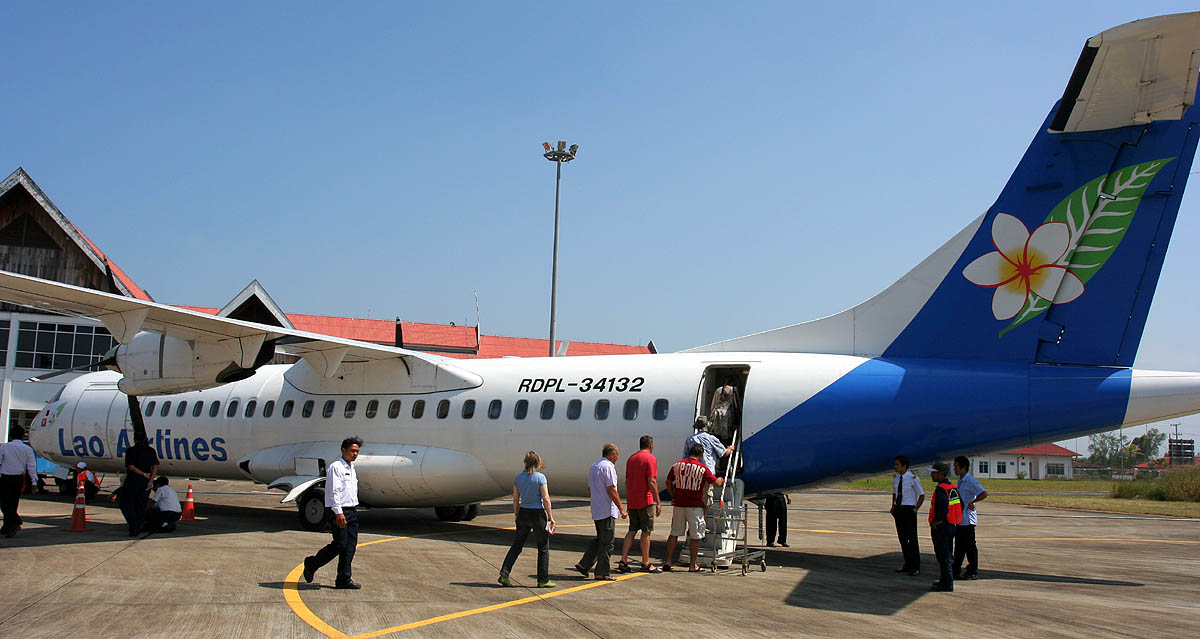
Lao Airlines flyger i Asien.

Lao Airlines är ett flygbolag i Vientiane i Laos, ägt av den laotiska staten. Företaget bildades i september 1976 som Lao Aviation och ändrade namn tidigt under 2003.

## Destinationer
I maj 2007 hade körde Lao Airlines till följande destinationer:
Kambodja
- Phnom Penh
- Siem Reap

Folkrepubliken Kina
- Kunming

Laos
- Houei Sai
- Louang Prabang
- Oudomxay
- Pakse
- Vientiane (Wattay International Airport)
- Xieng Khuang
- Luang Namtha
- Savannakhet

Thailand
- Bangkok
- Chiang Mai

Vietnam
- Hanoi